# Harvard French Review

La Revue Française de Harvard (Harvard French Review) est une revue publiée par le Harvard French Club depuis le printemps 2005. Cette revue a pour but de traiter des débats contemporains qui touchent à la fois les États-Unis et les pays francophones.
La publication se concentre principalement sur des questions politiques (sections Perspectives et Analyses) et artistiques (section Albatros). Les articles sont publiés en anglais ou en français.
Les auteurs de la revue sont des étudiants, des personnalités politiques et intellectuelles. On peut citer entre autres contributeurs : Marcelline Block, Hervé de Charette, Charles Cogan, Jean-François Copé, Boutros Boutros-Ghali, Stanley Hoffmann, Charles Krauthammer, Alain Minc, Claire Messud, Nicolas Sarkozy et Klaus Schwab.